# Udea violae
Udea violae is een vlinder uit de familie van de grasmotten (Crambidae), uit de onderfamilie van de Spilomelinae. De wetenschappelijke naam van deze soort is voor het eerst voorgesteld als Phlyctaenia violae door Otto Herman Swezey in een publicatie uit 1933.
De soort komt voor in Hawaï.